# Viktor Butovitsch
Viktor Butovitsch, född 10 september 1901 i Warszawa, död 19 december 1991 i ollentuna församling, var en svensk skogsvetare. 
Viktor var yngst av tre barn och föddes då fadern hade ett uppdrag vid ryska ambassaden i Polen. 1902 flyttade familjen tillbaks till Sankt Petersburg och flydde 1917 först till Finland, sedan till Sverige.
Efter jägmästarexamen 1925 blev Butovitsch doktor i skogsvetenskap vid skogshögskolan i Eberswalde 1928 på avhandlingen Studien über die Morphologie und Systematik der paläarktischen Splindkäfer, assistent där samma år och privatdocent där 1932.
Butovitsch blev assistent vid Statens skogsförsöksanstalt 1932–43, speciallärare vid Skogshögskolan 1935–37, var docent 1938–44 och professor vid Statens skogsforskningsinstitut och föreståndare zoologiska avdelningen 1945–67 (t.f. 1944). 
Butovitsch var ordförande i Sällskapet för biopatologi och invaldes som ledamot av Skogs- och lantbruksakademien 1956. Han utgav arbeten huvudsakligen inom skogsentomologi och bekämpningsmetoder. Han var svensk medborgare från 1937.